# Berenice IV

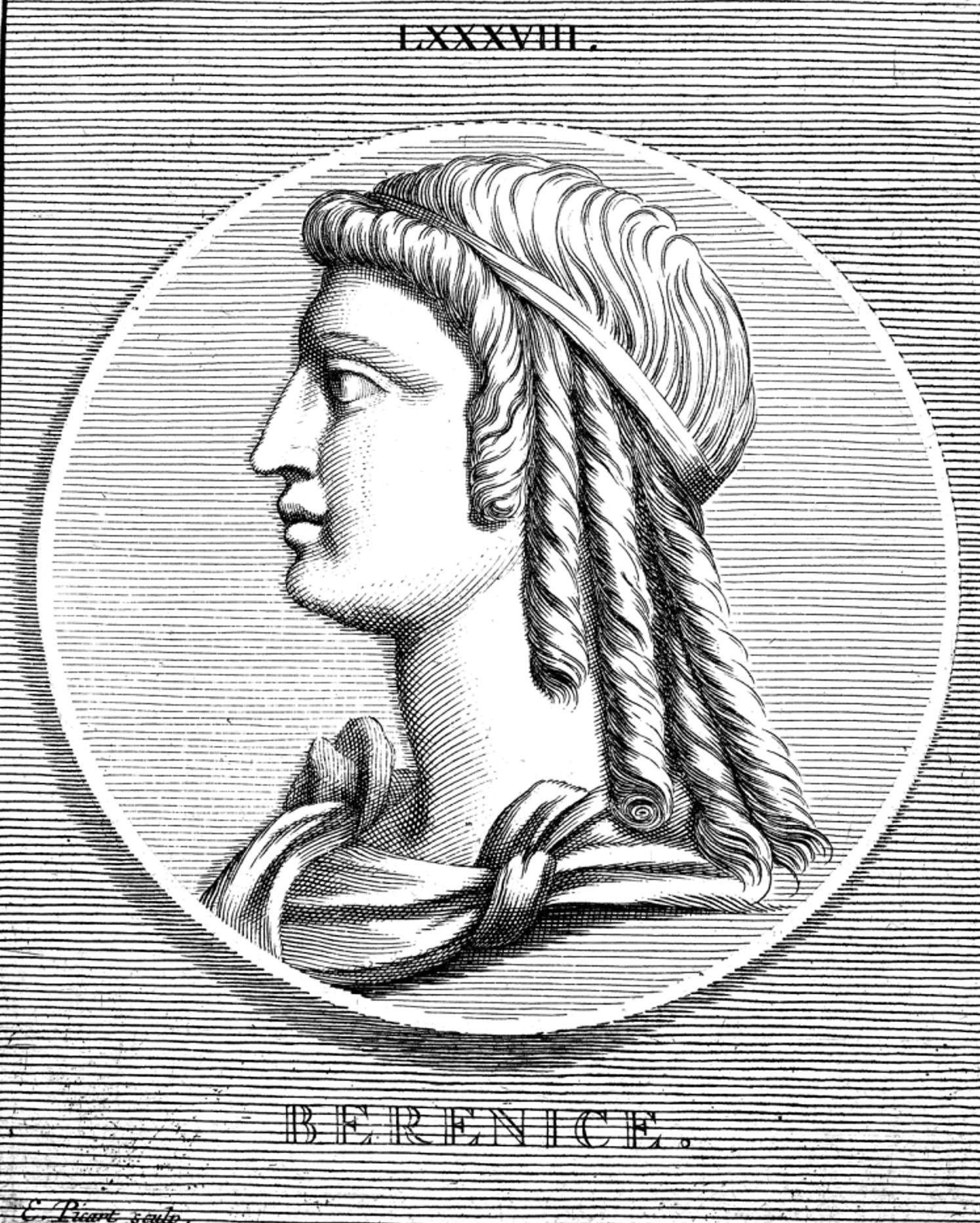
Representació de Berenice IV.

Berenice IV (grec antic: Βερενίκη) fou reina d'Egipte del 57 aC al 55 aC. Pertanyia a la dinastia d'origen grec dels Ptolemeus. Es va casar dues vegades, però no se li coneix descendència. Va ser enderrocada pel seu pare amb l'ajut de les tropes romanes.

## Lligams familiars
Es calcula que Berenice va néixer a Alexandria entre els anys 78 o 75 sent la filla gran i l'única filla legítima del rei Ptolemeu XII Auletes. Probablement la seva mare era Cleòpatra V, germana del seu pare. Tenia diversos germans o germanastres: Arsínoe, Ptolemeu XIII Filopàtor, Ptolemeu XIV Filopàtor, Cleòpatra VI i Cleòpatra VII (l'estimada de Juli Cèsar i Marc Antoni).

## Ascens al poder
Quan el pare fou enderrocat el 58 aC i va marxar a Roma, després de certes negociacions, Berenice va accedir a posar-se al capdavant del país i acceptar la corona que li oferien els alexandrins, ja que els seus germans eren menors d'edat (Ptolemeu XIII i Ptolemeu XIV). La seva germana Cleòpatra VI fou associada al tron. L'any 58 aC, Ptolemeu XII i Cleòpatra VII van viatjar a Roma cercant suport polític i militar contra Cleòpatra VI, la qual s'havia fet massa poderosa. L'any següent Berenice IV se'n va desfer, suposadament enverinant-la.
Mentrestant el seu pare no es resignava a estar a l'exili i va pagar alguns suborns per intentar enderrocar-la. Com que els romans tardaven a prendre una decisió se'n va anar a viure a Efes, sense renunciar del tot a la idea de tornar a Alexandria per fer fora a Berenice.

## Matrimonis
Els magistrats que havien entronitzat Berenice la van pressionar perquè es casés amb Seleuc VII Cibiosactes fill de Cleòpatra V Selene, però al cap d'un any o menys el va assassinar per la seva manca de maneres adequades (vers el 56 aC). Llavors es va casar amb Arquelau I de Comana.

## Enderrocament
El 55 aC Aulus Gabini, el procònsol romà de Síria, convenientment subornat per l'enderrocat pare, va entrar al país al cap de pocs mesos, va matar Arquelau en una batalla i va restablir a Ptolemeu Auletes. Aquest va fer matar Berenice.